# Esquitxagossos
El cogombre amarg, cogombre salvatge, cogombre bord, cogombre boig, la carabasseta pudenta o l'esquitxagossos (Ecballium elaterium) és una espècie silvestre de la família de les cucurbitàcies, és una de les poques cucurbitàcies autòctones als Països Catalans i és l'única espècie del gènere Ecballium. Es caracteritza sobretot per tenir una dehiscència explosiva dels seus fruits madurs quan, per exemple se'ls toca. Es considera un cas de moviment ràpid entre les plantes. El seu fruit és en forma d'elateri.
És originari d'Europa, Àfrica del Nord i zones temperades d'Àsia. Creix en molts llocs com a planta ornamental i en algunes zones és una planta naturalitzada.

## Descripció
Les tiges repten per terra, les fulles tenen forma de cor, són gruixudes i estan irregularment dentades, té pèls durs però no espinosos. Les flors són grogues lleugerament acampanades. És una planta monoica amb flors masculines i femenines separades però en el mateix peu.
El fruit és ovoide de 4 a 5 cm de llargada, sostingut per un llarg peduncle que es va inflant a poc a poc fins que la pressió interior trenca el peduncle. Pel forat que hi deixa, surten a pressió totes les llavors i un suc amargant, les llavors arriben habitualment a una distància de 3 metres, tot i que s'han registrat distàncies de fins a 12 metres. Quan el fruit és madur el mínim fregament provoca el seu esclat per la pressió hidroestàtica.
Tota la planta és verinosa en contenir elaterina i cucurbitacina que són compostos molt tòxics amb acció purgant.

## Imatges

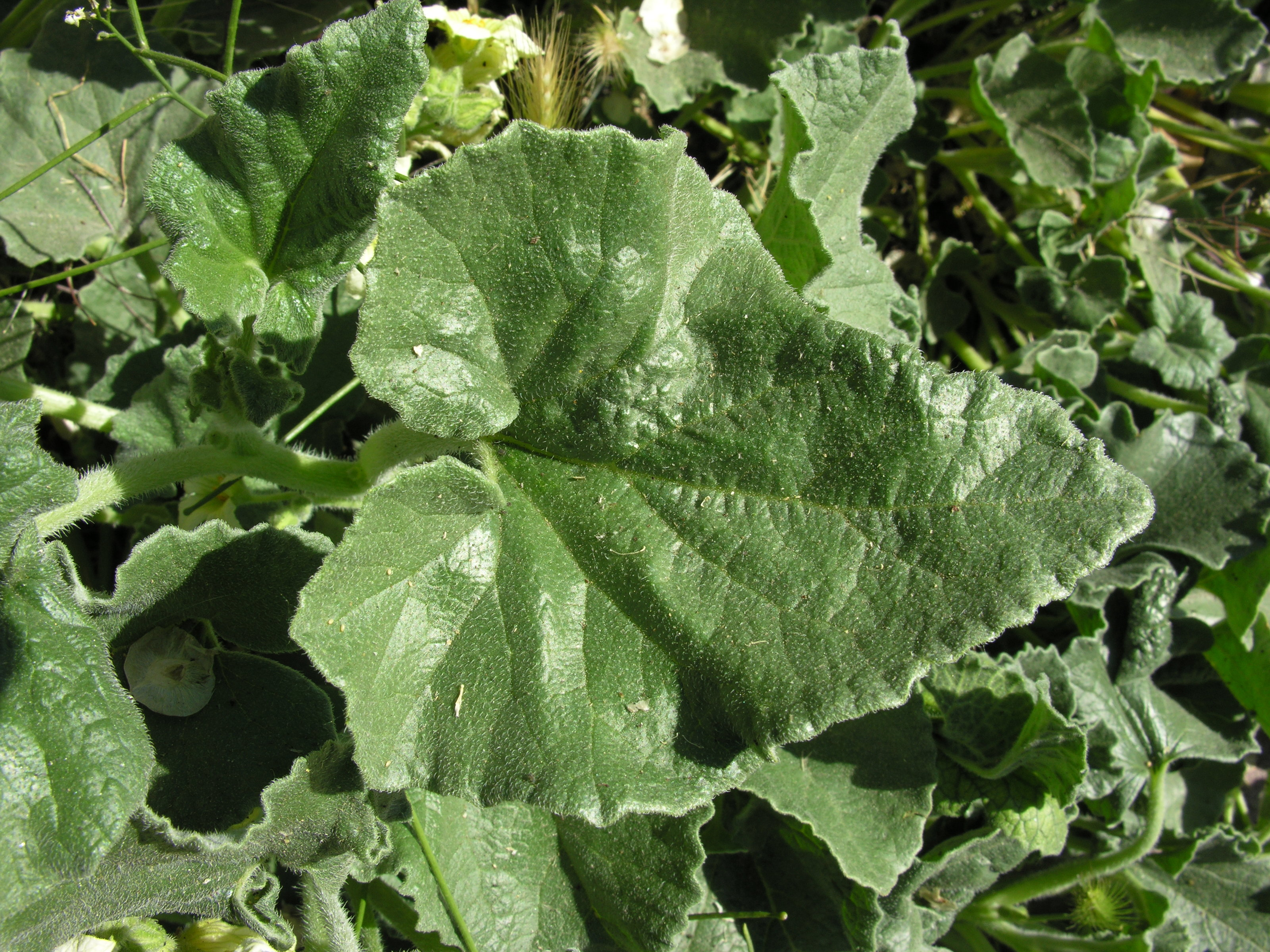
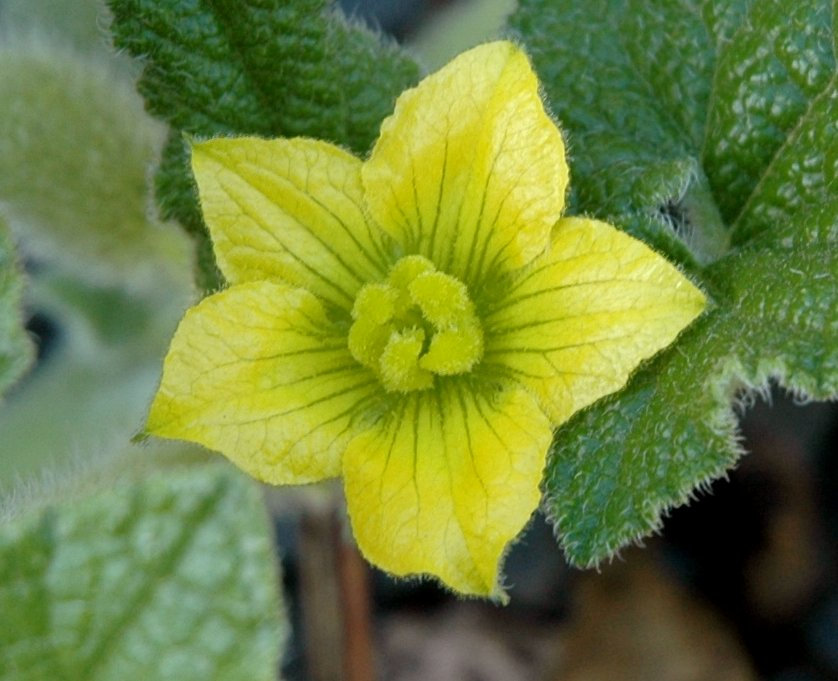
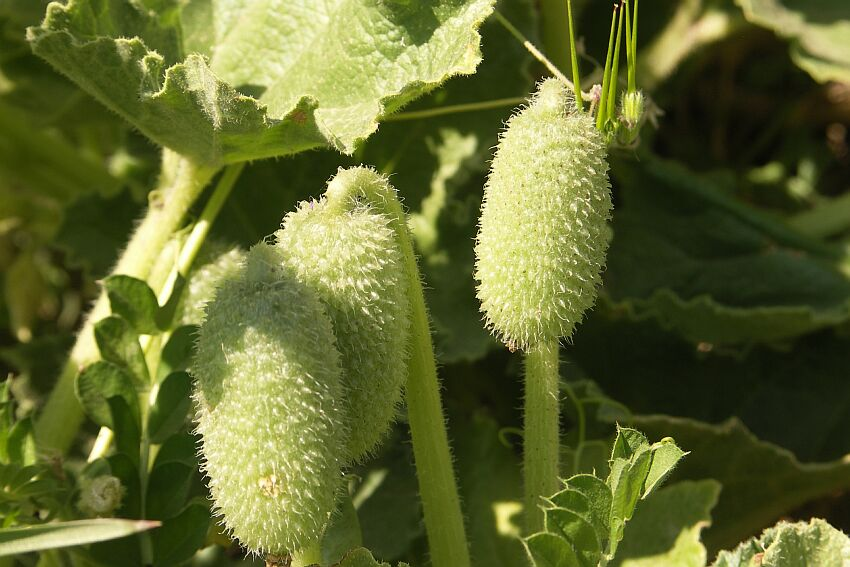
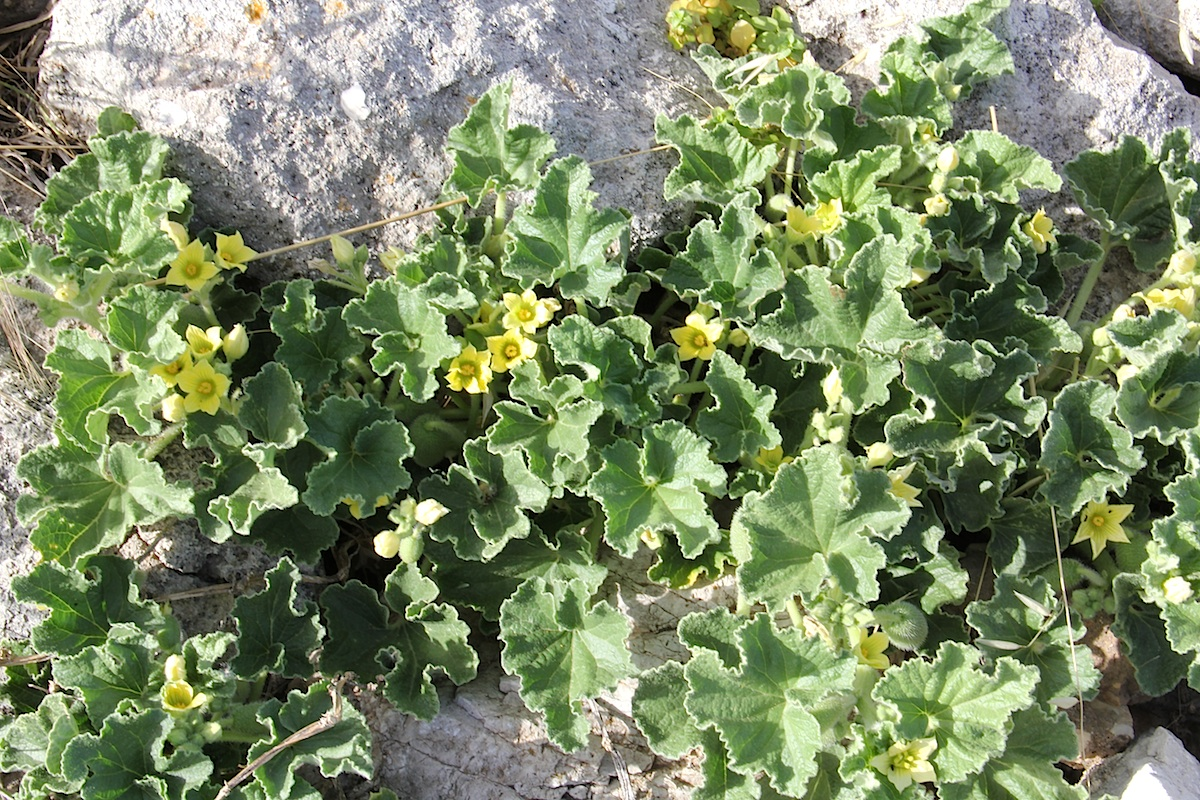
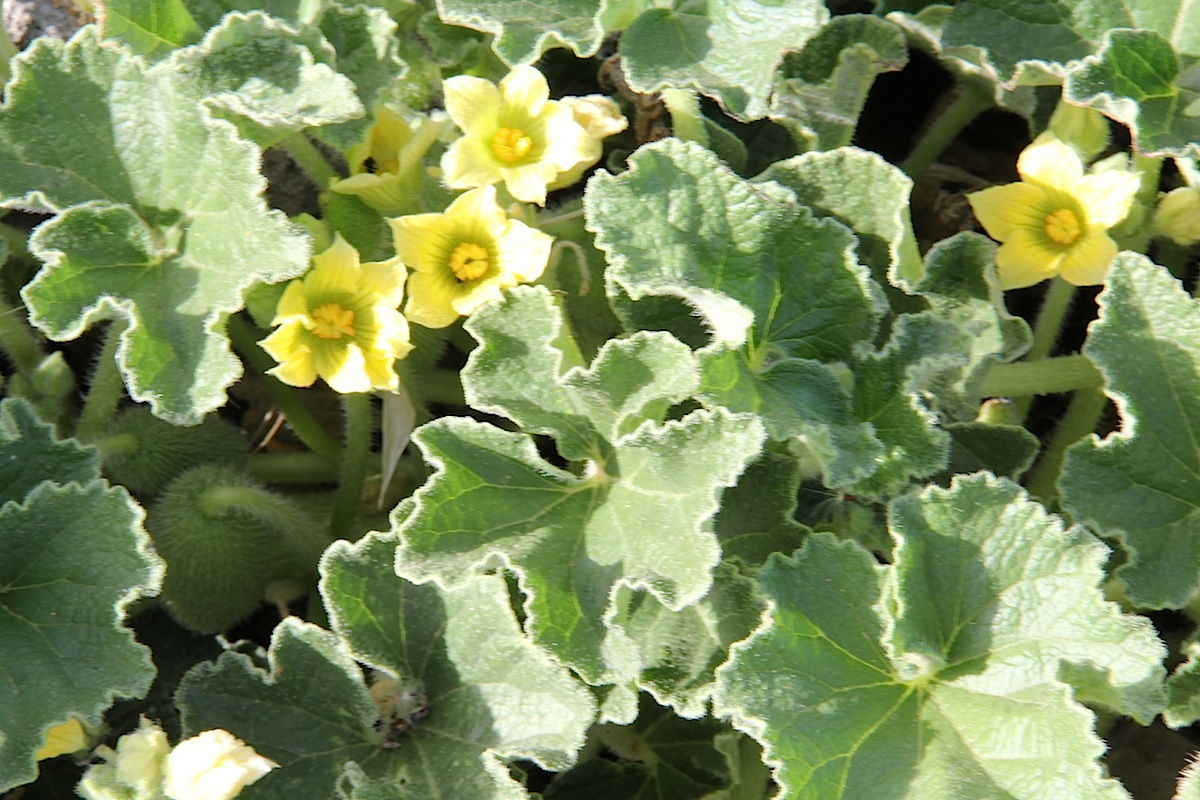